# Фелікс II (антипапа)
Фе́лікс II (лат. Felix II; ? — 365), антипапа (355—358), призначений римським імператором Констанцієм II замість папи Римського Ліберія.
Помилково названий Феліксом II, оскільки переплутаний з християнським мучеником Феліксом. Через це папа Фелікс III насправді є лише другим з таким іменем серед пап.